# Hortolândia
Hortolândia város Brazíliában, São Paulo államban. Lakosainak száma 215 819 fő (2015. július 1.). Hortolândia Sumaré, Campinas és Monte Mor községekkel határos.

## Népesség
A település népességének változása:
| Lakosok száma | 152 523 | 192 692 | 215 819 | 236 641 |
|               | 2000    | 2010    | 2015    | 2022    |